# Milner (Georgia)
Milner – miasto w Stanach Zjednoczonych, w stanie Georgia, w hrabstwie Lamar.